# هورایزون تراپیوتیکس
هورایزون تراپیوتیکس (انگلیسی: Horizon Therapeutics) شرکت داروسازی ایرلندی آمریکایی است، که در سال ۲۰۰۵ تأسیس شد.